# Signy Island
Signy Island ist eine subantarktische Insel der Südlichen Orkney-Inseln. Sie liegt unmittelbar südlich des zentralen Teils der Coronation-Insel, von ihr getrennt durch die 1,6 km breite Normanna Strait. Im Südwesten ist ihr die 1,2 km² große Insel Moe Island vorgelagert. Signy Island ist 6 Kilometer lang, bis zu 4,5 Kilometer breit und erhebt sich bis zu 278 Meter über die Meeresoberfläche. 
Ihre Fläche beträgt 19,3 km². 
Etwa die Hälfte der Insel ist von einer Eiskappe bedeckt. Der größte von mehreren Gletschern kalbt im Bereich der Clowes Bay im Süden  direkt ins Meer. Im Sommer liegen große Flächen frei, die von Moos und einigen Gräsern bewachsen sind, und es entstehen viele Süßwasserbecken und -seen.
400 m südöstlich des Thulla Point liegt der Spirogyra Lake.

## Geschichte
Die Insel wurde 1823 von Matthew Brisbane (1787–1833) entdeckt und erscheint auf einer von James Weddell erstellten Karte aus dem Jahr 1825, damals noch ohne Namen. Im Sommer 1912–1913 erkundete der norwegische  Kapitän Petter Sørlle (1884–1933) mit dem Walfänger Paal die Insel. Sørlle benannte das Eiland nach seiner Frau, Signy Sørlle (1892–1988). 1920–21 errichtete das norwegische Walfang-Unternehmen Tønsbergs Hvalfangeri A/S eine Walfangstation auf Signy, die während der Sommermonate bis 1926 arbeitete. Die Borge Bay, der beste Ankerplatz der Südlichen Orkney-Inseln, wurde noch bis 1930 von Fabrikschiffen der Gesellschaft genutzt. In den 1920er Jahren wurden hier 3500 Wale getötet, vor allem Finn-, Blau- und Buckelwale.
Im Jahre 1947 errichtete das Vereinigte Königreich hier die Forschungsstation Signy-Station, die zunächst hauptsächlich als meteorologische Station diente. Später wurde sie zu einer der wichtigsten Stationen für biologische Forschungen des Vereinigten Königreichs ausgebaut. Seit 1996 ist die Station nur noch im antarktischen Sommer besetzt.

## Flora und Fauna
Die Insel besteht größtenteils aus metamorphem Gestein. Sie ist die Heimat einer Vielzahl tierischen und pflanzlichen Lebens. Neben etwa 50 Laubmoos-, 12 Lebermoos- und 120 Flechtenarten gibt es auch zwei Blütenpflanzen: die Antarktische Schmiele (Deschampsia antarctica) und die Antarktische Perlwurz (Colobanthus quitensis).
Auf der Insel brüten 17 verschiedene Vogelarten, darunter drei Arten von Pinguinen. Die Signy-Insel wird deshalb von BirdLife International als Important Bird Area (AQ019) ausgewiesen. Drei Robbenarten, der Antarktische Seebär, die Weddellrobbe und der Südliche See-Elefant, bekommen hier ihre Jungen. Darüber hinaus werden Seeleoparden und Krabbenfresser regelmäßig auf Eisschollen in den Gewässern um die Signy-Insel gesichtet.